# Аверіна Аріна Олексіївна
Аріна Олексіївна Аверіна (нар. 13 серпня 1998, Заволжя, Нижегородська область, Росія) — російська художня гімнастка, член збірної команди Росії, Заслужений майстер спорту, п'ятиразова чемпіонка світу (2017, 2018, 2019, 2021), дев'ятикратна чемпіонка Європи (2017, 2018 [Архівовано 23 жовтня 2021 у Wayback Machine.], 2019, 2021), в тому числі дворазова абсолютна чемпіонка Європи (2018 [Архівовано 23 жовтня 2021 у Wayback Machine.], 2021), триразова абсолютна чемпіонка Росії (2019, 2020, 2021). Підтримує путінський режим та війну Росії проти України. Проти неї введені персональні санкції Верховною Радою України.
У неї є сестра-близнючка Діна Аверіна, також художня гімнастка, срібна призерка Олімпійських Ігор Токіо (2020) 18-разова чемпіонка світу (2017, 2018, 2019, 2021) в тому числі чотириразова абсолютна чемпіонка світу (2017, 2018, 2019), 10-разова чемпіонка Європи (2017, 2019, 2021), а також старша сестра Поліна Аверіна, в даний час тренерка з художньої гімнастики.

## Біографія
Аріна Олексіївна Аверіна народилася 13 серпня 1998 року в Заволжі Нижньогородської області Росії. Займатися гімнастикою почала з 4-річного віку. До 12 років Аріна навчалася у звичайній школі, але не з усім класом, а індивідуально з усіх предметів (крім музики, малювання, фізкультури, праці та ОБЖ), як і її сестра. З 11-річного віку почалася спортивна кар'єра. Перший тренер Аріни і Діни — Л. В. Бєлова. На гімнастику дівчаток привела мама та їх старша сестра Поліна. Поліна теж займалася художньою гімнастикою, але кинула заради навчання. З вересня 2011 року Аріна тренується в НТЦ «Новогорськ». Її та Діну помітили на змаганнях «Юний гімнаст», а після зборів у Хорватії запросили до Центру олімпійської підготовки до тренера Віри Миколаївни Шаталіної.
Аріна народилася на 20 хвилин випереджаючи сестру -близнючка Діну. В той час як в обох є родимки на верхній частині скули (біля правого вуха), у Аріни вона у верхньому правому куті, а у Діни — у нижньому правому. В Аріни над правим оком є шрам, викликаний після нещасного випадку з булавою.
Кар'єра: 2014 рік
З 2014 року Аріна і Діна почали їздити на більш серйозні змагання. Вони брали участь у чемпіонаті Москви, де Діна стала чемпіонкою Москви 2014 року, Аріна була другою на цих змаганнях. Після, дівчатка поїхали в Ізраїль, на Гран-Прі Холон 2014. На цей раз перемогла Аріна, обійшовши сестру лише на 0.048 бала. Аріна одна їздила на «Балтійський обруч 2014» до Риги, бо Віра Миколаївна вирушила до Португалії з її сестрою. Незважаючи на відсутність тренера Аріна Олексіївна зайняла друге місце в багатоборстві, а в фіналі змагань з булавами і стрічкою виборола срібну медаль, бронзову за обруч і, нарешті, золото у виступі з м'ячем; завоювавши, таким чином, 5 медалей. На чемпіонаті Росії 2014 року в Пензі Аріна виступала з травмою кисті. У багатоборстві, як і її сестра, призових місць не зайняла, але в фіналі виступу з м'ячем завоювала золоту медаль. У фіналі з обручем зайняла лише бронзу. У виступі з булавами Аріна завоювала срібло. На етапі спартакіади в місті Раменському Аріна стала першою. На «Luxembourg Trophy 2014» Аріна зайняла друге місце в багатоборстві.
Кар'єра: 2015 рік
У 2015 році Аріна Аверіна виступала на щорічному етапі Гран-прі в Москві, де через прикру помилку зі стрічкою стала в багатоборстві лише тринадцятою. На Весняному Кубку в Красноярську виступала в фіналах, завоювавши дві золоті медалі (м'яч, стрічка), одну срібну (обруч) і одну бронзову (булави). На чемпіонаті Москви зайняла друге місце в багатоборстві, поступившись три бали сестрі та відібралася на чемпіонат Росії. У командній першості на чемпіонаті Росії в Пензі зайняла перше місце, стала другою в багатоборстві і поповнила свою скарбничку золотом у фіналах з обручем і булавами, розташувавшись на другій позиції з м'ячем і стрічкою. На міжнародному турнірі сеньорок у Пезаро стала першою в команді з Діною, а в фіналах в окремих видах завоювала два золота у вправі зі стрічкою та м'ячем. Справжнім тріумфом для гімнастки став виступ у Корбей-Ессон, де Аріна завоювала п'ять золотих медалей з п'яти можливих — за багатоборство та всі фінали. У фіналі зі стрічкою Аверіна розділила першу сходинку п'єдесталу з сестрою. На міжнародних турнірах в Будапешті та Софії Аріна виборола в багатоборстві 3-тє та 2-ге місця відповідно.
Кар'єра: 2016 рік
З 2016 сезону сестер і Аріну в тому числі починають називати «секретною зброєю збірної» і зміною нинішнім лідерам російської художньої гімнастики. На Діну та Аріну покладено додаткова відповідальність, і весь сезон вони доводили своє право виступати на турнірах разом з першими номерами збірної. На етапі Гран-прі в Москві Аріна зайняла третє місце в багатоборстві, стала другою у вправах з булавами і першою зі стрічкою. Її відправили на Кубок Світу в Лісабон, де вона зайняла п'яте місце в багатоборстві та друге в фіналі зі стрічкою. На етапі Гран-прі в Тьє вона виборола четверте місце в багатоборстві, пройшла до фіналів з булавами і стрічкою. Наступним стартом став чемпіонат Росії, що проходив у Сочі. У командному багатоборстві Аріна разом з сестрою зайняла найвищу сходинку п'єдесталу. В індивідуальному багатоборстві Аріна стала четвертою, поступаючись Діні п'ятнадцять сотих бала. В окремих видах Аріна завоювала срібло з м'ячем і бронзу у вправі з обручем та з булавами. Також вона стала четвертою в фіналі зі стрічкою. У Брно Аріна виборола п'яте місце в багатоборстві. На етапі Гран-прі в Бухаресті Аріна взяла срібло за багатоборство, а в фіналах повторила друге місце у фіналі з м'ячем і стала третьою у фіналах зі стрічкою і булавами. Наступним важливим змаганням для сестер став Кубок світу в Софії. Аріна зайняла четверте місце в багатоборстві, з обручами та булавами стала третьою. На жаль, через травму вона знялася з Кубка світу в Берліні. Наприкінці сезону вона вдало виступила на Гран-прі в Ейлаті — третє місце в багатоборстві та з обручами, срібло у фіналі зі стрічкою. Спортивний сезон 2016 року Аріна завершила другим місцем на Dalia Kutkaitė Cup, а потім брала участь у клубному чемпіонаті Італії як запрошена спортсменка, де допомагала своїй команді зайняти також друге місце.
Кар'єра: 2017 рік

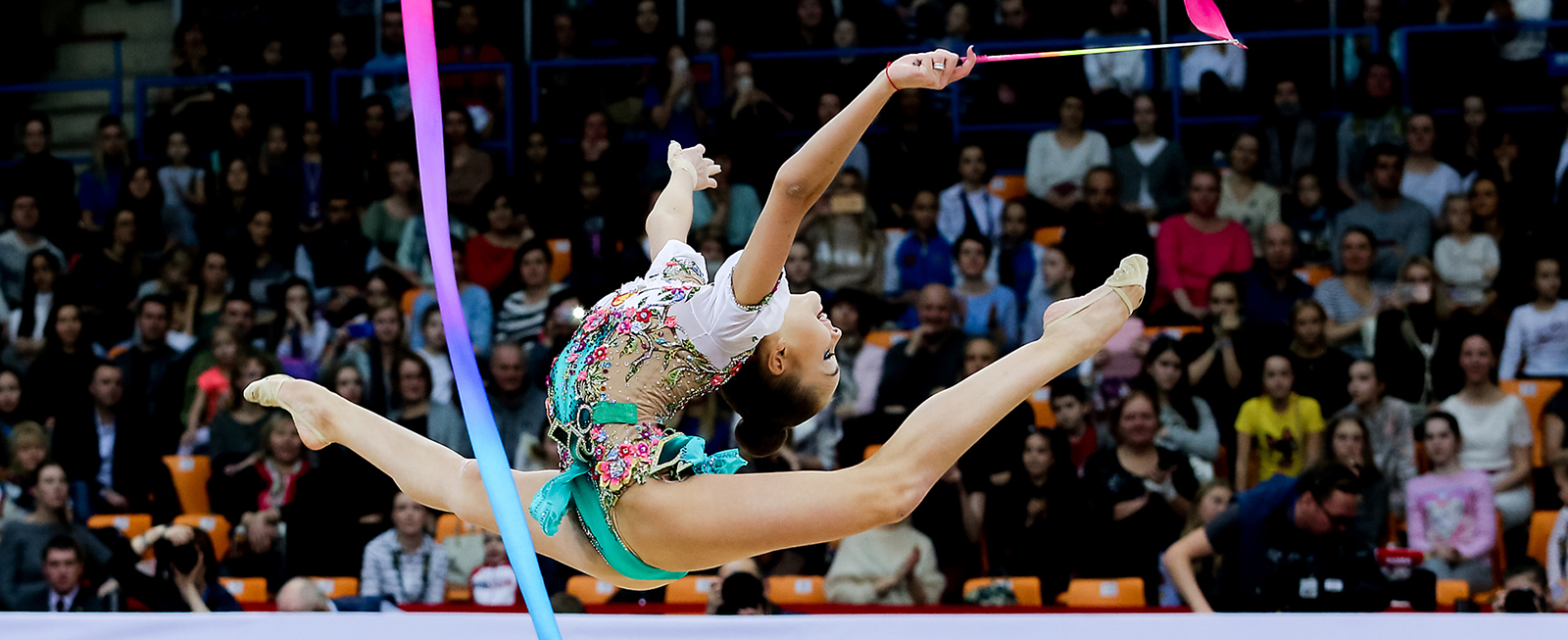
Аріна на Гран-прі 2017 у Москві

Новий спортивний сезон став для сестер справжнім проривом: вони стали першими номерами збірної Росії. Першим важливим змаганням традиційно став етап Гран-прі в Москві, де Аріна досягла третього місця слідом за Діною і Олександрою Солдатовою. На матчевій зустрічі Італія-Росія Аріна зайняла друге місце і «пропустила» вперед тільки сестру. На національному чемпіонаті Аріна Аверіна разом з Діною виграла командне багатоборство, стала бронзовою призеркою індивідуального багатоборства. У фіналах стала триразовою чемпіонкою Росії (м'яч, булави, стрічка) і віце-чемпіонкою Росії у вправі з обручем. На етапі Гран-прі в іспанській Марбельї Аріна виборола друге місце в багатоборстві, третє — в фіналах з м'ячем і булавами. На Кубку світу в Ташкенті Аріна стала другою в індивідуальному багатоборстві, а в обручі, м'ячі і стрічці стала на вищий щабель п'єдесталу. На Кубку світу в Баку вона виграла багатоборство та фінал з обручем, стала срібною призеркою у фіналі з м'ячем і стрічкою, бронзову — в фіналі з булавами. Наступним найважливішим стартом став чемпіонат Європи в Будапешті, де Аріна виступила бездоганно — золото в командному багатоборстві, золото в фіналах з м'ячем і булавами. Після цього змагання вона виграла етап Гран-прі в Холоні в індивідуальному багатоборстві та в фіналі зі стрічкою, завоювала срібну медаль у фіналі з м'ячем. Далі — Всесвітні Ігри у Вроцлаві, куди від Росії поїхали сестри Аверіни. Аріна на даних змаганнях завоювала три золота (обруч, м'яч, стрічка) і одну бронзу (булави). World Challenge Cup в Казані став генеральною репетицією чемпіонату світу. Там Аріна виборола друге місце в багатоборстві, а в фіналах завоювала для Росії два золота (м'яч, стрічка), два срібла (обруч, булави). Чемпіонат світу в Пезаро сестри завершили тріумфально, завоювавши на двох десять медалей, з них п'ять виграла Аріна: два золота (м'яч, стрічка), два срібла (багатоборство, обруч), одна бронза (булави).
Кар'єра: 2018 рік
На початку сезону сестри Аверіни знову довели своє лідерство збірної. На Гран-Прі в Москві Аріна стала другою, поступившись сестрі-близнючці Діні Аверіній. На Гран-Прі в Тьє в багатоборстві зайняла п'яте місце, у фіналі з обручем стала другою, а також здобула перемогу з булавами. На чемпіонаті Росії в Сочі через травму Аріна Аверіна знялася зі змагань, виступивши лише з обручем на оцінку 19.600. Але разом з командою виборола перше, друге і третє місце одночасно. Наступні змагання — Кубок Світу в Пезаро, де Аріна, допустивши помилки, не змогла встати на п'єдестал і зайняла четверту позицію. На цих же змаганнях виграла фінал з обручем, посіла п'яте місце з булавами і третє з стрічкою. Далі — World Challenge Cup Гвадалахарі, де в багатоборстві Аверіна стала третьою, в фіналі з обручем і булавами випередила всіх, а зі стрічкою знову стала бронзовою призеркою. І на Гран-Прі в Холоні в багатоборстві з найвищими оцінками 21.150 за обруч і 20.550 за булави змогла виграти. У фіналі з обручем знову стала першою, з м'ячем Аріна зайняла друге місце, а в булавах і стрічці сьоме і п'яте, відповідно. Потім Аверіни відправилися на чемпіонат Європи в Гвадалахарі, де Аріна з відривом в два бали стала абсолютною чемпіонкою Європи, Діна Аверіна зайняла другу позицію.
Чемпіонат світу в Софії 2018 року закінчився для спортсменки не найкращим чином. Золоту медаль Аріна змогла отримати лише в командному заліку в складі збірної Росії, ставши триразовою чемпіонкою світу. У фіналах з обручем і булавами допустила незначні помилки і завоювала дві бронзи.
Вправа зі стрічкою у кваліфікації до чемпіонату світу 2018 стала провальною для спортсменки, в якій вона допустила дві грубі помилки. Спочатку на стрічці зав'язався вузол, через що їй довелося скористатися запасним інвентарем, який надається організаторами. Але під час кидка друга стрічка відчепилася від карабіна, і в результаті Аріна змушена була використовувати за один виступ вже третій предмет. Виступ Аріни було оцінено суддями лише у 13.800 бала, чого виявилося абсолютно недостатньо для проходження до фіналу змагань, а також до вирішальної стадії індивідуального багатоборства, де Росію представили Діна Аверіна та Олександра Солдатова.
Брала участь в шоу «Олексій Нємов і легенди спорту» зі своєю програмою зі стрічкою, а також з сестрою в «Аліна 2018» з показовим номером. У шоу «Без страховки» разом з сестрою вони виконали номер «Близнюки».
Кар'єра: 2019 рік
У 2019 році Аріна Аверіна стала срібною призеркою у багатоборстві на етапі Гран-прі з художньої гімнастики, який проходив у Москві.
На чемпіонаті Європи 2019 виступала в кваліфікації з обручем, м'ячем і булавами і виборола золоті медалі у фіналах з м'ячем і булавами, а також золото в командному заліку. Допустивши серйозну втрату і взявши запасний предмет в кваліфікації з обручем, Аріна не змогла відібратися до фіналу даного виду вправи.
На чемпіонаті Росії 2019 Аріна Аверіна вперше в своїй спортивній кар'єрі стала абсолютною чемпіонкою країни у фіналі багатоборства, показавши всі вправи на найвищому рівні і отримавши рекордні оцінки у вправах з м'ячем 24.000 і булавами 24.200, а також 23.300 за обруч і 22.300 за стрічку. За сумою чотирьох вправ її оцінка склала 93.800. Її сестра Діна посіла друге місце з сумою 89.400. За підсумками чемпіонату Росії 2019 Аріна і Діна Аверіни заробили путівки на майбутній чемпіонат Світу 2019 року в Баку.
Кар'єра: 2020 рік
У 2020 році на першому етапі Гран-прі в Москві знялася зі змагань через травму.
На чемпіонаті Росії в лютому в індивідуальному заліку стала абсолютною чемпіонкою.
В естонському місті Тарту на другому етапі Гран-прі Аріна Аверіна стала абсолютною чемпіонкою, завоювавши чотири золоті медалі у вправах зі стрічкою, м'ячем, обручем і булавами. Також вона перемогла в багатоборстві.
На Міжнародному онлайн турнірі «Матчеві зустрічі» 2020 завоювала золото у вправу з м'ячем і срібло з обручем.
Кар'єра: 2021 рік
На початку року на чемпіонаті Росії втретє поспіль стала лідером в багатоборстві. На кубку світу в Ташкенті Аріна виборола два перших місця у вправах з м'ячем та булавами.
37-й чемпіонат Європи з художньої гімнастики, що проходив з 9 червня по 13 червня 2021 року у Варні (Болгарія) став кваліфікаційним турніром на Літні Олімпійські ігри 2020 у Токіо, Японія. Аріна тут виборола абсолютна першість, набравши 109,100 балла (у сестри Діни — бронза та 107,325 балла), а також тут в Аріни була бронза у вправах зі стрічкою.
Виступи на Олімпійських іграх 2020, що проходили з 7 по 8 серпня 2021 року у Токіо стали провальними для Аріни Аверіної. Сестрі Діні Аверіній вдалось зачепитись за «срібло». Представниця Білорусі Аліна Горнасько посунула її з третьої позиції на четверту. Під час вправ зі стрічкою, що було останні етапом змагань, в Аріни Аверіної стрічка вилетіла за межі килима. Вона взяла запасний предмет. Але судді побачили багато помилок. 
На чемпіонаті світу 2021 завоювала два срібла у вправах з м'ячами та булавами та дві бронзи у багатоборстві та у вправі зі стрічкою.

## Спортивні досягнення

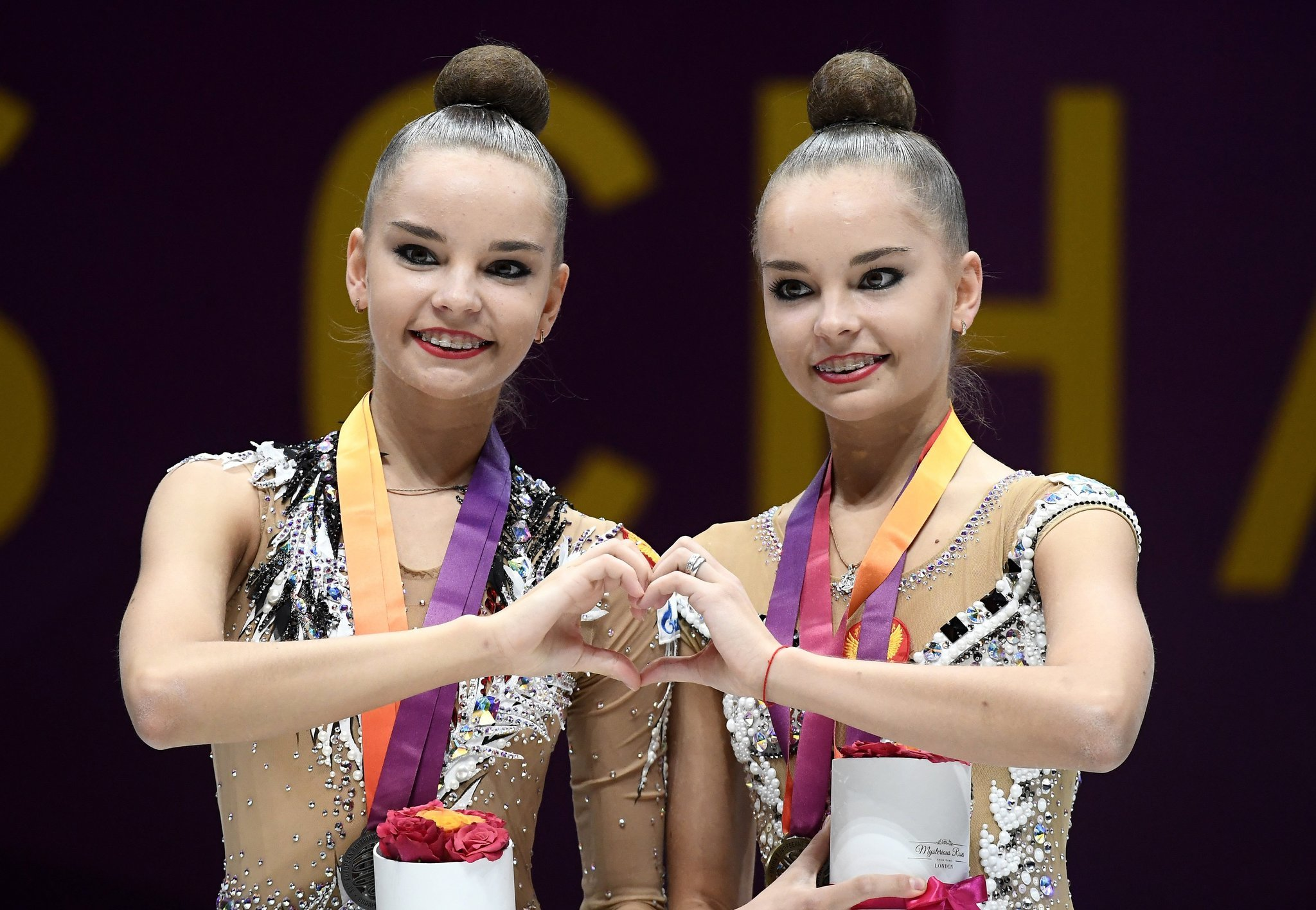
Аріна з Діною на чемпіонаті Європи 2017 року.

| Дорослі | Дорослі                            | Дорослі       | Дорослі  | Дорослі  | Дорослі  | Дорослі  | Дорослі |
| Рік | Турнір                             | Багатоборство | Команда  | Обруч    | М'яч     | Булави   | Стрічка |
| --- | ---------------------------------- | ------------- | -------- | -------- | -------- | -------- | ------- |
| 2021 | Чемпіонат світу                    | 3-е           | 1-e      | 6-е      | 2-е      | 2-е      | 3-е     |
| 2021 | Olympico Cup                       | 2-е           |          | 1-e      | 2-е      | 1-e      | 3 (ОС)  |
| 2021 | Літні Олімпійські ігри             | 4-е           |          |          |          |          |         |
| 2021 | Чемпіонат Європи                   | 1-е           |          |          |          |          | 3-е     |
| 2020 | Гран-прі Тарту                     | 1-е           |          | 1-е      | 1-е      | 1-е      | 1-е     |
| 2019 | Чемпіонат світу                    | 2-е           | 1-е      |          | 2-е      |          |         |
| 2017 | Чемпіонат світу                    | 2-е           |          | 2-е      | 1-е      | 3-є      | 1-е     |
| 2017 | Кубок світу Казань                 | 2-е           |          | 2-е      | 1-е      | 2-е      | 1-е     |
| 2017 | Всесвітні ігри                     |               |          | 1-е      | 1-е      | 3-є      | 1-е     |
| 2017 | Гран-прі Холон                     | 1-е           |          | 3-є (Q)  | 2-е      | 3-є (Q)  | 1-е     |
| 2017 | Чемпіонат Європи                   |               | 1-е      |          | 1-е      | 1-е      |         |
| 2017 | Кубок світу Баку                   | 1-е           |          | 1-е      | 2-е      | 3-є      | 2-е     |
| 2017 | Кубок світу Ташкент                | 2-е           |          | 1-е      | 1-е      | 9-е (Q)  | 1-е     |
| 2017 | Гран-прі Марбелья                  | 2-е           |          | 5-е (Q)  | 3-є      | 3-є      | 8-е (Q) |
| 2017 | Desio Italia Trophy                | 2-е           | 1-е      |          |          |          |         |
| 2017 | Гран-прі Москва                    | 3-є           |          | 8-е (Q)  | 3-є (Q)  | 4-е (Q)  | 2-е     |
| 2016 | Гран-прі Москва                    | 2-е           |          |          |          |          |         |
| 2016 | Гран-прі Фінал                     | 3-є           |          | 2-е      | 3-є (Q)  | 6-е (Q)  | 2-е     |
| 2016 | Кубок світу Берлін                 | WD            |          | 11-е (Q) | 5-е (Q)  | WD       | WD      |
| 2016 | Кубок світу Софія                  | 4-е           |          | 3-є      | 4-е      | 3-є      | 6-е     |
| 2016 | Гран-прі Бухарест                  | 2-е           |          | 4-е      | 2-е      | 3-є      | 3-є     |
| 2016 | Гран-прі Брно                      | 5-е           |          | 4-е (Q)  | 12-е (Q) | 4-е (Q)  | 6-е (Q) |
| 2016 | Гран-прі Тьє                       | 5-е           |          | 11-е (Q) | 5-е (Q)  | 4-е      | 4-е     |
| 2016 | Кубок світу Лісабон                | 5-е           |          | 17-е (Q) | 4-е      | 12-е (Q) | 2-е     |
| 2016 | Гран-прі Москва                    | 3-є           |          | 7-е (Q)  | 6-е (Q)  | 2-е      | 1-е     |
| 2015 | Dundee Cup                         | 2-е           |          |          |          |          |         |
| 2015 | MTK Budapest Cup                   | 3-є           |          | 2-е      | 3-є      | 6-е (Q)  | 5-е (Q) |
| 2015 | Corbeil-Essonnes International     | 1-е           |          | 1-е      | 1-е      | 1-е      | 1-е     |
| 2015 | International Tournament of Pesaro |               | 1-е      |          | 1-е      |          | 1-е     |
| 2014 | EWUB Luxembourg Trophy             | 2-е           |          | 2-е (Q)  |          |          | 2-е (Q) |
| 2014 | Baltic Hoop                        | 2-е           |          | 3-є      | 1-е      | 2-е      | 2-е     |
| 2014 | Гран-прі Холон                     | 1-е           |          | 1-е      | 1-е      | 2-е (OC) | 2-е     |
| 2014 | Аліна 2014                         | 2-е           |          |          |          |          |         |
| Міжнародні: Юніори |                                    |               |          |          |          |          |         |
| Рік | Турнір                             | Багатоборство | Команда  | Обруч    | М'яч     | Булави   | Стрічка |
| 2013 | Happy Caravan Cup                  |               | 1-е      | 1-е      |          |          |         |
| 2012 | MTM Любляна                        |               | 1-е      |          |          |          |         |
| 2012 | Venera Cup                         | 3-є           |          | 2-е      | 3-є      | 3-є      | 3-є     |
| 2012 | Гран-прі Москва                    |               | 4-е (OC) |          |          |          |         |
| 2011 | Російсько-Кітайські молодіжні ігри | 5-е           |          |          |          |          |         |
| Національні |                                    |               |          |          |          |          |         |
| Рік | Турнір                             | Багатоборство | Команда  | Обруч    | М'яч     | Булави   | Стрічка |
| 2021 | Чемпіонат Росії                    | 1-е           |          | 1-е      | 1-е      | 2-е      | 2-е     |
| 2020 | Чемпіонат Росії                    | 1-е           |          |          |          |          |         |
| 2019 | Чемпіонат Росії                    | 1-е           |          |          |          |          |         |
| 2017 | Чемпіонат Росії                    | 3-є           | 1-е      | 1-е      | 1-е      | 2-е      | 1-е     |
| 2016 | Чемпіонат Росії                    | 4-е           | 1-е      | 2-е      | 4-е      | 3-є      | 3-є     |
| 2015 | Чемпіонат Росії                    | 2-е           | 1-е      | 2-е      | 2-е      | 1-е      | 1-е     |
| 2014 | Чемпіонат Росії                    | 7-е           | 1-е      | 1-е      | 4-е      | 3-є      | 2-е     |
| 2013 | Чемпіонат Росії серед юніорів      | 5-е           |          |          |          |          |         |
| 2012 | Чемпіонат Росії серед юніорів      | 11-е          |          |          |          |          |         |
| 2011 | Чемпіонат Росії серед юніорів      | 9-е           |          |          |          |          |         |
| Q = у кваліфікації (без виступу в фіналі змагання через обмеження 2-х гімнасток з однієї країни або тільки 8-ю з вищим результатом); WR = Світовий рекорд; WD = знялася зі змагань через травму 'OC = поза заліком (брала участь у змаганні, але бали не зараховувалися) |                                    |               |          |          |          |          |         |

## Громадянська позиція
Брала участь в пропагандистському путінському концерті на честь восьмої річниці анексії Криму та на підтримку війни в Україні. Надягала куртку з літерою Z.
Проти неї введені персональні санкції Верховною Радою України.